# Sébastien Soriano
Sébastien Soriano, né le 3 décembre 1975, est un haut fonctionnaire français.
De 2015 à janvier 2021, il est président de l'Autorité de régulation des communications électroniques, des postes et de la distribution de la presse (ARCEP).
Il est nommé en Conseil des ministres du 16 décembre 2020 directeur général de l’Institut national de l'information géographique et forestière (IGN), à compter du 4 janvier 2021.

## Formation
Fils d'une juge des enfants et d'un père psychanalyste d'origine péruvienne, il poursuit sa scolarité à Dijon puis obtient une licence d'administration publique de l'université Paris I-Panthéon Sorbonne. Il se passionne très tôt pour les mathématiques pures et en particulier la théorie des distributions de Laurent Schwartz. Après avoir intégré l'École polytechnique (X1996, classé 25e option M'), il envisage une carrière universitaire centrée sur la recherche fondamentale en mathématiques, mais il choisit finalement de se tourner vers le corps des Télécommunications (aujourd'hui intégré au corps des Mines).

## Carrière
Sébastien Soriano occupe plusieurs postes dans des autorités administratives indépendantes liées à l'essor des télécoms.
De 2001 à 2004, il est rapporteur permanent et membre de la cellule économique au Conseil de la concurrence.
À partir de 2004, il intègre l'ART (Autorité de Régulation des Télécommunications) - devenue l'ARCEP en 2005 - comme chef de l'unité marchés mobiles, puis de l'unité Fttx (Fiber to the x) et dégroupage (2006-2007).
En 2007, il devient directeur de la régulation des marchés haut et très haut débit et des relations avec les collectivités territoriales.
En 2009, il réintègre l'Autorité de la concurrence comme rapporteur général adjoint.

### Carrière politique
En 2011, Sébastien Soriano intègre l'équipe de campagne de François Hollande - alors candidat à la présidentielle - auprès du directeur Pierre Moscovici sur les thématiques axées sur les enjeux numériques . Il rencontre Fleur Pellerin qu'il accompagnera au fil des remaniements.
En mai 2012, il est nommé directeur de cabinet de Fleur Pellerin, alors ministre chargé des PME, de l'Innovation et de l'Économie numérique. Auprès d'elle il participe à la mise en place du Plan France Très Haut Débit et du programme de développement des startups françaises La French Tech.
En 2014, il devient son conseiller spécial quand elle est nommée secrétaire d’État chargé du Commerce extérieur, de la Promotion du tourisme et des Français de l’étranger.
Lors de la nomination de Fleur Pellerin en tant que ministre de la Culture et de la Communication, il devient conseiller spécial, chargé notamment du secteur presse.

## Président de l'ARCEP (2015-2021)
En décembre 2014, il est pressenti par François Hollande pour succéder à Jean-Ludovic Silicani à la présidence de l'Autorité de régulation des communications électroniques et des postes (ARCEP), dont le mandat prend fin en janvier 2015.
Auditionné le 13 janvier 2015, par les commissions des affaires économiques de l'Assemblée nationale et du Sénat qui émettent un avis favorable, il est nommé président de l'ARCEP par décret du président de la République le 14 janvier pour un mandat de six ans. Son mandat à l'ARCEP prend fin le 13 janvier 2021.
Selon la Cour des Comptes, la rémunération du poste est estimée selon un salaire brut de 191 543 euros annuels, soit 15 961 euros par mois.
À partir de 2016, Sébastien Soriano est élu d'abord en tant que vice-président puis président à partir de 2017 - et de nouveau vice-président en 2018 - de l'organe des régulateurs européens des communications électroniques (ORECE).

### Positionnement

#### Investissement et concurrence
La nomination de Sébastien Soriano intervient dans un contexte de tension dans le secteur des télécoms, deux ans après l'entrée de l'opérateur Free sur le marché mobile et ses effets sur les prix. Les députées Laure de La Raudière et Corine Erhel évoquent dans un rapport parlementaire de 2013 un « climat malsain » et interrogent les priorités de l'Arcep en termes de baisse de prix pour les consommateurs d'une part, et d'investissement et de couverture du territoire en réseaux, d'autre part. Sébastien Soriano en conclut « qu’il faut arrêter d’opposer la concurrence au souci, légitime, de la bonne santé des opérateurs. (…) La France a besoin d’un secteur des télécoms compétitif, d’opérateurs qui déploient des réseaux sur tout le territoire le plus loin possible, et à des prix acceptables. »
Cette question de l'investissement va occuper une place centrale dans le mandat de Sébastien Soriano. Pour pousser le secteur à investir, l'Arcep va actionner plusieurs leviers : encadrer la location dite d'itinérance par Free du réseau mobile d'Orange, mieux informer les consommateurs sur la qualité des réseaux pour que le prix ne soit pas que le seul critère de choix, inciter les opérateurs à cesser les guerres de prix, favoriser une mutualisation de l'investissement dans la fibre optique, orienter les attributions de fréquences vers l'investissement plutôt que les enchères, enfin encourager régulièrement les opérateurs à investir davantage. Pour Sébastien Soriano, il n'y a pas d'opposition de principe entre concurrence et investissement ; c'est la manière de réguler qui doit s'adapter au contexte.
De fait, l’investissement des opérateurs télécoms a connu une forte croissance sur la période. Ils s'élevaient en 2015 à 7,8 milliards d'euros et on atteint 11,5 milliards d'euros (hors achats de fréquences mobiles à l'Etat) en 2020. Cela a fait dire à la Fédération française des télécoms : « nous sommes de loin le secteur qui investit le plus dans les infrastructures en France ». Cet investissement a permis de porter le déploiement des réseaux, tout en maintenant un marché à quatre grands opérateurs, particulièrement dans la fibre optique et la 4G. En matière de connectivité, la France était classée par la Commission européenne en 2016 parmi les pays « accusant un retard » avec la Bulgarie, Chypre, la République tchèque, la Grèce, la Hongrie, la Pologne et la Slovaquie. En 2022, la France se classe 5ème en Europe.

#### New Deal mobile
En septembre 2017, Sébastien Soriano propose au gouvernement de tenter une négociation avec les opérateurs pour accroître la couverture mobile des zones rurales, en interrogeant : « est-ce que le gouvernement souhaite des redevances plus élevées [pour les fréquences], ou est-ce que la priorité pour les Français, c'est la couverture mobile du territoire ? ». Le ministre Julien Denormandie se saisit du dossier et conclut en janvier 2018 un accord jugé historique : le New deal mobile.

#### Transition de la TNT
Sébastien Soriano déclare « inéluctable » le basculement de la TNT (Télévision Numérique Terrestre) au profit de modes de diffusion alternatifs de la télévision, comme le satellite ou la télévision par ADSL (prochainement remplacée par la fibre optique). Selon une étude de l'Arcep, le taux de pénétration au sein des foyers était de 55 % pour la télévision par IP à la fin 2017, contre près de 51 % pour la TNT.

#### Neutralité du net (ou du réseau)
Importée d’outre-Atlantique dès le milieu des années 2000, la neutralité du net est garantie par le droit européen depuis le printemps 2016. Lors de son audition pour la présidence de l'ARCEP en 2015, Sébastien Soriano avait affirmé son point de vue concernant la préservation de la neutralité du net pour les utilisateurs, en défendant toutefois aussi l'intérêt de l'innovation sur les services liés à la bande passante. Selon lui, la neutralité du Net a permis de mettre un terme définitif à toutes les pratiques de blocage et de bridage techniques. Le cadre juridique a permis de réguler et de mettre en conformité les contraintes techniques imposées aux acteurs d'internet par les opérateurs, conduisant à une neutralité du réseau en France plus grande que celle des partenaires européens.
À la fin de 2017, Sébastien Soriano a interpelé dans une tribune la commission fédérale des communications sur sa décision, initiée par Ajit Varadaraj Pai, de mettre un terme à la neutralité du net aux États-Unis. Sébastien Soriano a ensuite regretté l'adoption de cette décision et déclaré qu'elle n'avait pas d'influence sur les cadres européen et français. Par la suite, il va développer les relations avec l'Inde et le régulateur indien TRAI qui s'était opposé à Facebook et conduiront à une déclaration conjointe du Berec et de la TRAI sur la neutralité du net.

#### Ouverture du marché des télécoms d'entreprises
Sébastien Soriano est favorable à l'ouverture de la concurrence des télécoms en développement le marché aux entreprises, (faciliter l'accès physique et tarifaire à la fibre optique, multiplicité de choix des opérateurs) en limitant ainsi la position monopolistique de l'opérateur d'Orange.

#### Régulation par la donnée
Le mandat de Sébastien Soriano est marqué par le concept de « régulation par la donnée », qui est un ensemble d'actions du régulateur pour influencer, par l'information, les opérateurs télécoms au bénéfice des utilisateurs. Cela s'est traduit par plusieurs outils mis en place par l'Arcep : J'alerte l'Arcep pour recenser les tracas des consommateurs, Mon Réseau Mobile sur la couverture mobile des réseaux par opérateur afin de favoriser le choix des utilisateurs, Ma Connexion Internet sur la fibre optique et le haut débit, l'application Wehe pour détecter d'éventuels bridages du réseau. L'Arcep a présenté un bilan de ces outils fin 2020, qui ont été l'objet d'un cas d'étude publié par l'OCDE.

#### 5G
Lucide sur la volonté des opérateurs des télécoms de diversifier leurs services aux consommateurs (par exemple l'opérateur SFR dans les médias ou Orange dans la banque), Sébastien Soriano est néanmoins partisan de rendre prioritaires les investissements dans les technologies liées aux télécoms, principalement la 5G. Il définit la commercialisation de la 5G comme étant un véritable enjeu industriel au-delà des marchés des télécoms. Celle-ci étant prévue dès 2020, Sébastien Soriano souhaite faciliter l'accès au marché aux nouveaux acteurs comme par exemple l'ouverture d'expérimentation via des guichets afin de ne pas se limiter aux opérateurs classiques.
Sébastien Soriano estime toutefois que la 5G soulève des enjeux sociétaux et devrait appeler plus de régulation, notamment quant à l'impact environnemental des réseaux. Il appelle dans une tribune à l'instauration d'un contrôle citoyen.

#### Internet et régulation des GAFA
Sébastien Soriano défend dans une tribune une conception d'Internet comme « bien commun », affirmant qu'il convient de réguler les positions dominantes des GAFA (Google-Amazon-Facebook-Apple). Lors de la condamnation de Google par la Commission Européenne pour abus de position dominante, il salue une décision importante pour le développement des innovations : « la Commission a rappelé que les innovateurs d’hier ne devaient pas profiter de leurs succès passés, aussi éclatants soient-ils, pour étouffer les innovateurs de demain ».
Lors de l'audition de la commission des Affaires économiques, il a rappelé la nécessité de réguler les GAFA, dont l'effet de concentration a des impacts significatifs sur l'ensemble du système économique et social ainsi que de mieux informer les utilisateurs sur l'utilisation des données personnelles et de veiller au caractère ouvert des terminaux lié au développement à venir de l'Internet des objets .
Lors du festival South by Southwest à Austin (Texas) en 2019, Sébastien Soriano présente un programme complet de régulation de la Big Tech dite « régulation Robin des bois » consistant à redistribuer le pouvoir des acteurs les plus puissants au bénéfice du plus grand nombre. Sébastien Soriano y fustige l'idée de « réguler internet » : pour lui ce sont d'abord les géants du secteur qui doivent être régulés, pas les citoyens et les startups. Ces propositions sont publiées par la Digital new deal foundation présidée par Olivier Sichel, avec les contributions de Barry Lynn, Mehdi Medjaoui, Stefano Quintarelli et Judith Rochfeld.
Sébastien Soriano a aussi soutenu la proposition de la députée Paula Forteza d'une « charte du numérique », adossée à la Constitution pour préserver les droits et libertés sur internet.

#### Politique de concurrence
À la fin de son mandat à l'Arcep, Sébastien Soriano a appelé la politique de concurrence à un « examen de conscience ». Il estime que dans le numérique, le projet ordo-libéral a échoué car il n'a pas su empêcher la formation de nouveaux monopoles à travers les méga-firmes du numérique. Selon lui, « Metcalfe a mis Schumpeter KO debout », c'est-à-dire que la puissance des effets de réseau générés par les grands acteurs du numérique empêche l'apparition de nouveaux acteurs concurrents et le cycle de destruction-créatrice. Il se dit inquiet de la pente prise par le droit de la concurrence, où la nécessité de la preuve économique prend le pas sur le bon sens : « on tend à être un peu admiratif de ces raisonnements économiques, on arrive à faire des modèles magnifiques … qui à la fin vous convainquent que les monopoles ce ne serait pas si grave ! ». Il invite à renouer avec l'esprit de l'antitrust du début du XXe siècle, qui luttait contre les « barons voleurs » des grandes industries de l'époque, et ainsi à remettre sur la table l'arme du démantèlement, notamment vis-à-vis de Google.

#### Subventions destinées à la presse quotidienne
Selon le magazine Marianne, Sébastien Soriano a, durant sa présidence de l'ARCEP, « taxé la presse magazine au profit des seuls quotidiens nationaux détenus par des milliardaires » rendant une distribution de la presse française « profondément discriminatoire » : ainsi, les quotidiens nationaux bénéficient d’une aide d’État de 27 millions d’euros, tandis que les magazines et toutes les autres publications ne perçoivent rien. De plus, toutes les publications doivent payer une contribution exceptionnelle de 8,3 millions d’euros, la péréquation, au profit de la distribution des quotidiens nationaux.

## Directeur général de l'IGN (2021-)
Il est nommé en Conseil des ministres du 16 décembre 2020 directeur général de l’Institut national de l'information géographique et forestière (IGN), à compter du 4 janvier 2021.

### Positionnement

#### Géo-communs
Il lance en mai 2021 une grande concertation sur les « géo-communs », les communs numériques dans le secteur de l'information géographique. Cette concertation s'appuie sur des enquêtes internes, des enquêtes auprès des usagers, mais aussi une consultation publique qui recueille de nombreuses contributions. Cette démarche montre l'intention du directeur de l'IGN de nouer de nouveaux partenariats dans ce domaine, tant avec les acteurs institutionnels (ONF, INSEE, Ademe, Cerema, Inria...) qu'avec le monde associatif (OpenStreetMap),. Il répond favorablement fin 2021 à une proposition de l'association OpenStreetMap France d'étudier la faisabilité de la mise en place d'une solution libre et souveraine de vues immersives, similaire au service Google Street View. Ce projet voit le jour en 2023 sous le nom de Panoramax.
L'IGN met en place la Fabrique des géo-communs, qui se veut un incubateur de communs au sein du réseau beta.gouv de la Dinum. Selon Sébastien Soriano, il s'agit d'aller au-delà de l'open data, qui concerne les données de l'IGN depuis le 1er janvier 2021, en mobilisant un large réseau d'acteurs pour participer à la création et l'entretien de bases de données ouvertes telle que la Base adresse nationale ou Panoramax. Cela vise aussi à instaurer une relation nouvelle entre l'institut national et les collectivités territoriales.

#### Cartographier l'anthropocène
Sébastien Soriano estime que la cartographie fait face à un nouveau défi : l'anthropocène. Les activités humaines induisent des changements rapides sur l’environnement, la biodiversité, le littoral... de sorte qu'un institut public géographique, qui est selon lui comme « un miroir tendu au territoire », devrait s'attacher à cartographier en continu ces transformations accélérées. L’enjeu serait ainsi de « permettre à la Nation de réagir de manière éclairée pour corriger ses excès ». Dans une une tribune collective à laquelle il s'associe, la donnée est considérée comme le nouveau « mètre étalon de la transition verte ».
Pour l'IGN, cette orientation se traduit par des projets réalisés pour le compte du gouvernement et en coopération avec d'autres organismes publics, tels qu'une carte dynamique de l'occupation des sols pour le suivi de l'objectif zéro artificialisation nette (ZAN), un Observatoire des forêts françaises pour rassembler des informations de référence sur l'ensemble des enjeux forestiers (sanitaire, prévention des feux, puits de carbone, biodiversité, ressource en bois...), ou encore un portail cartographique des énergies renouvelables pour recenser les installations existantes, le potentiel d'installation d'énergies renouvelables et permettre aux collectivités territoriales de déclarer des « zones d'accélération » pour faciliter les procédures administratives.
Sébastien Soriano insiste sur la dimension technologique de ce défi, qui doit mobiliser l'intelligence artificielle, les sources de données satellitaires ou par impulsion laser Lidar ainsi que des techniques de visualisation 3D et de simulation pour préparer un jumeau numérique du territoire. Cela appelle selon lui à de nouvelles coopérations public-privé pour constituer l'équivalent d'un arsenal pour la transition écologique en s'associant avec des startups françaises.

## Ouvrage
- Un Avenir pour le service public. Un nouvel État face à la vague écologique, numérique, démocratique, Odile Jacob, 2020[100].

## Autres publications
- La substitution de la monnaie électronique à la monnaie fiduciaire : modèle et simulations, avec David Bounie, Revue française d'économie, 2006
- Quelle régulation pour les plateformes ?, Réalités industrielles, août 2016
- Comment les smartphones ont pris le pouvoir et comment le leur reprendre, Medium, juillet 2018
- Régulation "Robin des bois", Le Grand Continent, octobre 2019
- Une régulation par la data au bénéfice de la société, Variances, juillet 2020
- Instituer une trilogie entre État, marché et commun, Acteurs Publics, juillet 2020
- La concurrence doit mener son examen de conscience, avec Nicolas Charbit, Sylvain Justier et Sylvain Jamet, Revue Concurrences, 2021, N°1-2021
- Les impasses de l’État stratège, Esprit, avril 2021
- Services publics et transitions : réformer la réforme de l’État, avec Vincent Feltesse, Terra Nova, mai 2022
- Les transformations de l'action publique, avec Philippe Mauguin et Jean-Luc Tavernier, Esprit, juin 2022
- Comment cartographier le monde à l'ère de l'Anthropocène ?, Usbek et Rica, septembre 2022

## Distinctions
- 2022 :  Chevalier de la Légion d'honneur[101]